# シティタワー新宿新都心

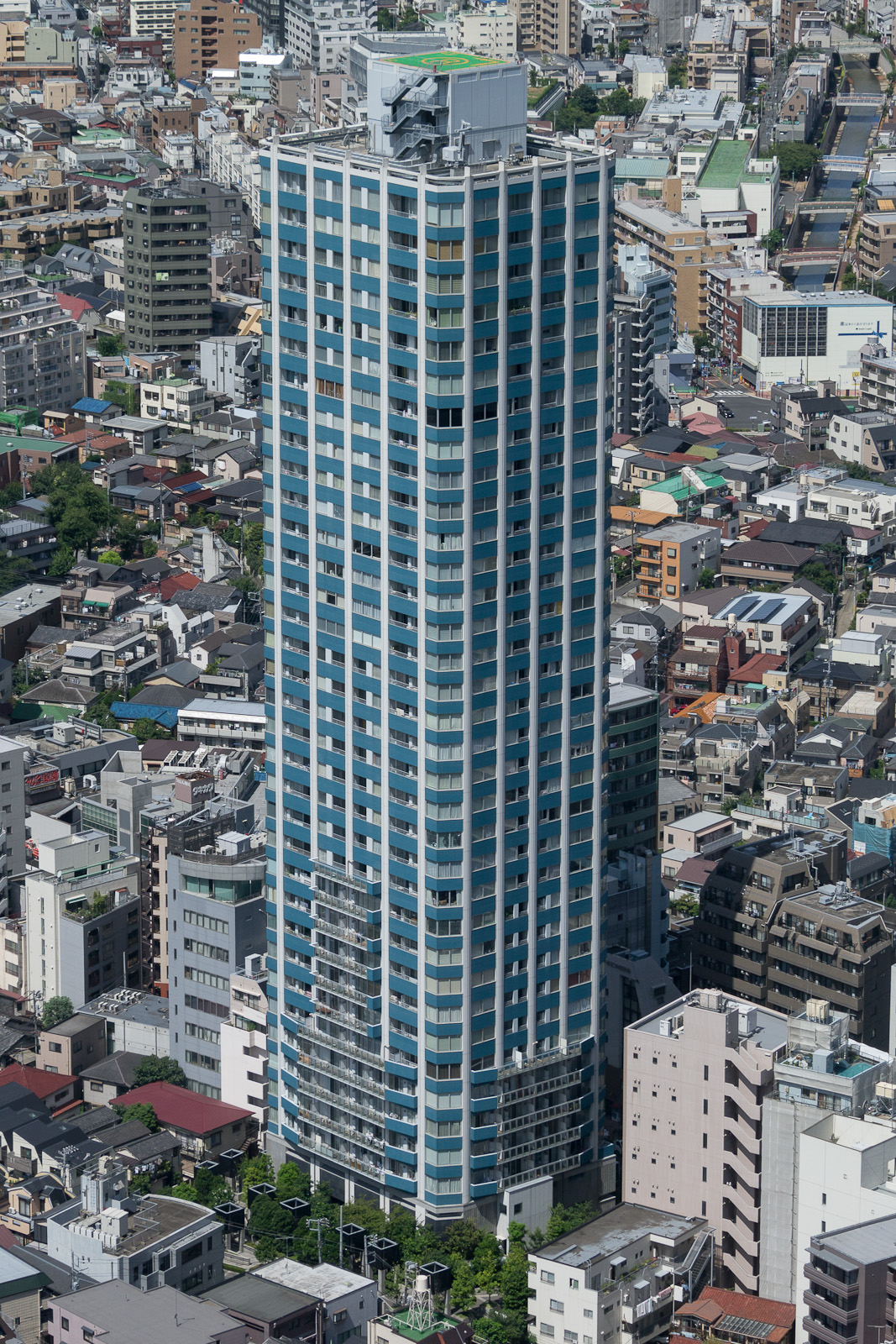
シティタワー新宿新都心（2012年8月）

シティタワー新宿新都心（シティタワーしんじゅくしんとしん）は、東京都新宿区西新宿四丁目にある超高層マンション。

## 概要
建築主、分譲主は住友不動産。新宿中央公園北側の方南通り沿いにあり、総戸数262戸。
竣工時、居住専用建物としては新宿区内で最高層の建築物であった。

## 店舗
- 1階：セブン-イレブン 十二社店

## 建築概要
- 所在地：東京都新宿区西新宿4-2-15
- 階数：地上36階+屋上塔、地下2階
- 高さ：最高部130.642m、建築物121.217m
- 敷地面積：2,474m2
- 建築面積：834m2
- 延床面積：28,727m2
- 構造：RC造
- 竣工：2005年（平成17年）3月
- 設計・施工：清水建設
- 最寄駅：
  - 都営地下鉄大江戸線 西新宿五丁目駅 - 徒歩2分
  - 東京メトロ丸ノ内線 西新宿駅
  - JR東日本・京王・小田急 新宿駅